# Gunnar Friberg (journalist)
Gunnar Friberg, född 13 oktober 1933 i Vasastan, Stockholm, död 17 juli 1986 i Paraty, Brasilien, var motorjournalist och arbetade i många år på tidningarna Teknikens Värld och Se. Hans kåserier i Teknikens Värld innehöll ofta anekdoter ur det egna livet och andras, med motorfordon eller andra tekniska föremål som en röd tråd.

## Biografi
Gunnar Friberg föddes och växte upp i  Stockholms Vasastad. Fadern dog i mitten av fyrtiotalet. I början av femtiotalet började han sin skribentkarriär med bland annat en novell publicerad 1952 i tidningen FART.
Han var under femtio och sextiotalen också verksam som speaker under motortävlingar.
1960 började han skriva för Teknikens Värld. Från nummer 23/1967 och fram till sin död skrev han krönikor i tidningen, några av dessa har samlats i två kåserisamlingar. 
Efter moderns ("Krut-Lisas") död 1979 flyttade han under åttiotalet till Brasilien där han dog 1986.

## Filmografi
- 1979 - Kristoffers hus